# Francesco Fernández de Capillas
Francisco Fernández de Capillas (Baquerín de Campos, 11 agosto 1607 – Fu'an, 15 gennaio 1648) è stato un presbitero domenicano spagnolo, missionario nelle Filippine e infine in Cina, dove fu imprigionato e decapitato dai manciù; beatificato nel 1909, è tra i martiri cinesi proclamati santi da papa Giovanni Paolo II nel 2000.
Il suo elogio si legge nel Martirologio romano al 15 gennaio.